# Le Landin
Le Landin es una localidad y comuna francesa situada en la región de Normandía, departamento de Eure, en el distrito de Bernay y cantón de Routot.

## Demografía
| 260 | 254 | 261 | 227 | 246 | 254 | 245 | 493 | 270 | 334 | 271 | 284 | 240 | 238 | 210 | 190 | 192 | 176 | 167 | 139 | 144 | 122 | 125 | 90 | 96 | 115 | 121 | 100 | 108 | 96 | 103 | 160 | 151 | 160 | 160 | 167 | 173 | 180 | 178 | 185 | 188 | 190 | 193 |
| Para los censos de 1962 a 1999 la población legal corresponde a la población sin duplicidades (Fuente: INSEE [Consultar]) |     |     |     |     |     |     |     |     |     |     |     |     |     |     |     |     |     |     |     |     |     |     |    |    |     |     |     |     |    |     |     |     |     |     |     |     |     |     |     |     |     |     |